# Royal Philharmonic Society

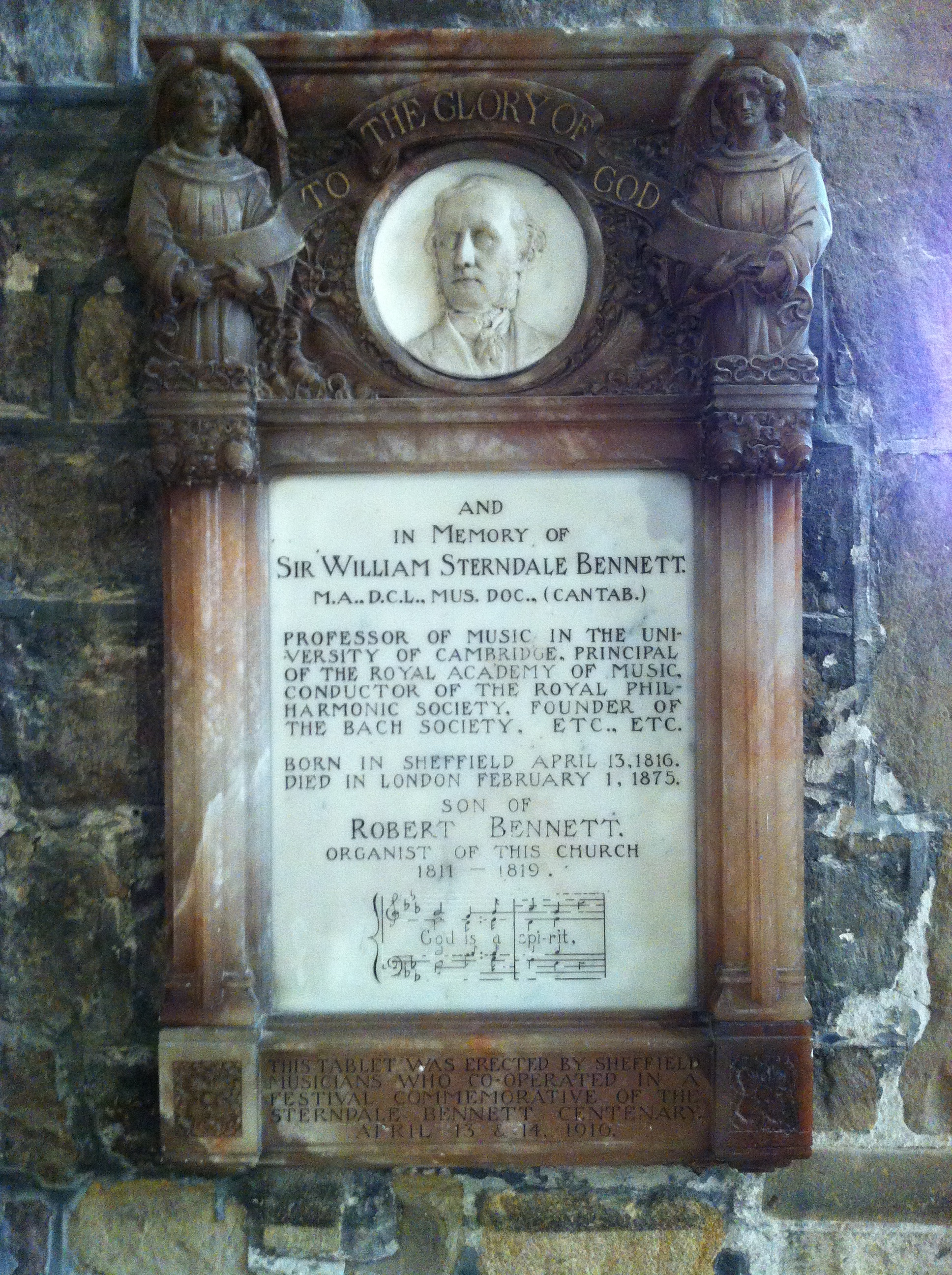
Memoriale di Sir William Sterndale Bennett, MA, DCL, Mus Doc, Professore di Musica presso l'Università di Cambridge, Preside della Royal Academy of Music, Direttore della Royal Philharmonic Society, Fondatore della Società Bach

La Royal Philharmonic Society è una società musicale britannica, costituita nel 1813. Fu originariamente formata a Londra per promuovere gli spettacoli di musica strumentale. Molti illustri compositori e artisti hanno preso parte ai suoi concerti. Ora è una società di appartenenza, e mentre non ha più la sua orchestra, prosegue un programma ad ampio raggio di attività che si concentrano su compositori e musicisti giovani e mirano a coinvolgere il pubblico in modo che le generazioni future potranno godere di una ricca e vivace vita musicale. Dal 1989 ha promosso la Royal Philharmonic Society Music Awards per creatori di musica dal vivo nel Regno Unito. RPS è un marchio registrato nel Regno Unito n. 213693. Si trova al 48 di Great Marlborough Street, Londra W1F 7BB.
La Medaglia d'Oro della società per l'eccezionale musicalità viene assegnato solo occasionalmente.

## Storia
A Londra, in un momento in cui non c'erano orchestre londinesi permanenti, né serie organizzate di concerti di musica da camera, un gruppo di una trentina di musicisti professionisti costituì la Società Filarmonica di Londra, il 6 febbraio 1813. L'idea era che cooperando, si sarebbe potuto costruire un'orchestra più forte che non competendo l'uno contro l'altro. Tuttavia, data la scelta dell'organizzazione di tenere i suoi concerti all'Argyll Rooms, è probabile che la società sia stata avviata a causa del ridisegno urbano audace di John Nash di Regent Street. In questo modo, la società avrebbe ottenuto uno spazio scenico impressionante una volta che i vecchi Argyll Rooms fossero stati ricostruiti per il progetto di Regent Street e il principe reggente Giorgio IV avrebbe potuto promuovere la musica classica come istituzione britannica e quindi migliorato la sua reputazione. Si tennero concerti negli Argyll Rooms fino a che bruciò nel 1830.
L'obiettivo della Società era "promuovere l'esecuzione, nel modo più perfetto possibile delle migliori e più apprezzate musiche strumentali". Il primo concerto, l'8 marzo 1813, fu presieduto da Johann Peter Salomon, con Muzio Clementi al pianoforte e il prodigioso violinista Nicolas Mori come violino principale, che eseguirono sinfonie di Franz Joseph Haydn e Ludwig van Beethoven. Tra i fondatori c'erano il pianista e violinista William Dance (che divenne primo direttore e tesoriere della società fino alla sua morte nel 1840), il compositore Henry Rowley Bishop, e Charles Neate, un pianista e amico di Beethoven, che pubblicizzava la musica di Beethoven presso la Società.
La società chiese a Beethoven di venire a Londra, ma la salute del compositore gli impedì di accettare l'invito. Tuttavia la richiesta della società per una sua nuova sinfonia portò alla Sinfonia Corale. Nel 1827 Beethoven scrisse alla società descrivendo le sue ristrettezze economiche; in una speciale assemblea generale della società deliberò di inviare immediatamente al compositore £ 100 (George Bernard Shaw una volta ha definì questo come "l'unico l'incidente del tutto credibile nella storia inglese"). Fra le altre opere scritte per la Società c'è la Sinfonia Italiana di Felix Mendelssohn. Direttori Illustri includono Ludwig Spohr, uno dei primi ad usare la bacchetta, Hector Berlioz, che diresse un concerto delle sue opere nel 1853, Richard Wagner, che diresse tutta la stagione 1855 di concerti orchestrali, William Sterndale Bennett per i successivi dieci anni, Arthur Sullivan, e Tchaikovsky, che diresse le proprie opere nel 1888 e nel 1893.
Dal 1830 al 1869, la Società diede i suoi concerti nella sala da concerto di Hanover Square Rooms, che aveva solo 800 posti a sedere circa. La Società decise di trasferirsi definitivamente nella Sala di San Giacomo e fu dato un concerto aggiuntivo gratuito, tenutosi presso la nuova sala, ai suoi abbonati al termine della stagione 1868-69. Charles Santley, Charles Hallé, Thérèse Tietjens e Christina Nilsson erano i solisti. Quando questa operazione fu fatta, la Società rivide le sue tariffe per ottenere un pubblico più vasto e competere con il Crystal Palace e le altre sedi di grandi dimensioni, e ha introdotto programmi scritti. La Società rimase presso questa sala fino al 28 febbraio 1894, quando si trasferì alla Queen's Hall.
La società diventò la Royal Philharmonic Society durante la sua 100ª stagione di concerti nel 1912, e continuò ad organizzare concerti anche in mezzo alle due guerre mondiali. Ora è una società di appartenenza, che "cerca di creare un futuro per la musica attraverso l'incoraggiamento della creatività, il riconoscimento dell'eccellenza e la promozione della comprensione."

## La Medaglia d'Oro
La Medaglia d'Oro fu assegnata per la prima volta nel 1871. La medaglia raffigura il profilo di un busto di Beethoven di Johann Nepomuk Schaller (1777-1842) che fu regalato alla società nel 1870, centenario di Beethoven. Viene assegnata per "musicalità eccezionale", e viene data raramente. Nel 2015 la medaglia è stata assegnata per la centesima volta.

### Destinatari
| - 1871 - Sir William Sterndale Bennett - Christina Nilsson - Charles Gounod - Joseph Joachim - Helen Lemmens-Sherrington - Arabella Goddard - Sir Charles Santley - William Cusins - Thérèse Tietjens - Felix Janiewicz - Fanny Linzbauer (il donatore del busto di Beethoven) - 1872 - Euphrosyne Parepa-Rosa - 1873 - Hans von Bülow - 1876 - Louisa Bodda-Pyne - Anton Rubinstein - 1877 - Johannes Brahms - 1880 - Stanley Lucas - 1895 - Adelina Patti - 1897 - Dame Emma Albani - Ignacy Jan Paderewski - 1900 - Edward Lloyd - 1901 - Eugène Ysaÿe - 1902 - Jan Kubelík - 1903 - Dame Clara Butt - 1904 - Fritz Kreisler - 1909 - Louise Kirkby Lunn - 1910 - Emil von Sauer - 1912 - Pablo Casals - Harold Bauer - Luisa Tetrazzini - 1914 - Muriel Foster - 1916 - Vladimir de Pachmann - 1921 - Sir Henry Wood - 1922 - Sir Alexander Mackenzie - 1932 (??) - Alfred Cortot - 1925 - Frederick Delius - Sir Edward Elgar - 1928 - Sir Thomas Beecham - 1930 - Ralph Vaughan Williams - Gustav Holst - 1931 - Arnold Bax - 1932 - Sergei Rachmaninoff - 1934 - Sir Edward German - Sir Hamilton Harty - 1935 - Jean Sibelius - 1936 - Richard Strauss - 1937 - Felix Weingartner - Arturo Toscanini - 1942 - Dame Myra Hess - 1944 - Sergei Prokofiev - Sir Adrian Boult - 1947 - Sir William Walton - 1950 - Sir John Barbirolli | - 1953 - Kathleen Ferrier - 1954 - Igor Stravinsky - 1957 - Bruno Walter - 1959 - Sir Malcolm Sargent - 1961 - Arthur Rubinstein - 1962 - Yehudi Menuhin - 1963 - Sir Arthur Bliss - Pierre Monteux - 1964 - Lionel Tertis - Benjamin Britten - 1966 - Dmitri Shostakovich - 1967 - Zoltán Kodály - 1970 - Mstislav Rostropovich - 1974 - Vladimir Horowitz - 1975 - Olivier Messiaen - 1976 - Sir Michael Tippett - 1980 - Sir Clifford Curzon - 1984 - Herbert von Karajan - 1986 - Andrés Segovia - Witold Lutosławski - 1987 - Leonard Bernstein - 1988 - Dietrich Fischer-Dieskau - 1989 - Sir Georg Solti - 1990 - Claudio Arrau - Janet Baker - Bernard Haitink - Sviatoslav Richter - 1991 - Isaac Stern - 1992 - Alfred Brendel - 1994 - Sir Colin Davis - 1995 - Elliott Carter - Rafael Kubelík - 1997 - Pierre Boulez - 1999 - Sir Simon Rattle - Plácido Domingo - 2002 - Dame Joan Sutherland - 2003 - Claudio Abbado - 2004 - György Ligeti - 2005 - Sir Charles Mackerras - 2007 - Daniel Barenboim - 2008 - Henri Dutilleux - 2009 - Thomas Quasthoff - 2012 - Nikolaus Harnoncourt - Dame Mitsuko Uchida - 2013 - Sir András Schiff - György Kurtág - 2014 - Sir John Tomlinson - 2015 - Sir Antonio Pappano - Peter Maxwell Davies |

## Appartenenza onoraria
Through awarding honorary membership the society recognises "services to music". Like the Gold Medal, honorary membership is awarded rarely; first awarded in 1826, by 2006 only 117 honorary members had been created.

### Membri onorari
| - 1826 - Carl Maria von Weber - 1829 - Daniel Auber - Jean-François Le Sueur - Felix Mendelssohn - Giacomo Meyerbeer - George Onslow - 1830 - Johann Nepomuk Hummel - 1836 - Sigismond Thalberg - 1839 - Gioachino Rossini - 1859 - Hector Berlioz - Niels Gade - Fromental Halévy - Moritz Hauptmann - Ferdinand Hiller - Franz Liszt - Heinrich Marschner - Ignaz Moscheles - Julius Rietz - Johannes Verhulst - 1860 - Richard Wagner - 1861 - Euphrosyne Parepa-Rosa - 1869 - Lucy Anderson - 1869 - Otto Goldschmidt - Charles Gounod - Stephen Heller - Thérèse Tietjens - 1870 - Joseph Joachim - 1882 - Johannes Brahms - Joachim Raff - Alberto Randegger - Giuseppe Verdi - 1884 - Antonín Dvořák - Sophie Menter - Wassily Sapellnikoff - Pablo de Sarasate - 1885 - Giovanni Bottesini - Hans von Bülow - 1886 - Franz Rummel - 1887 - Moritz Moszkowski - Camille Saint-Saëns - Clara Schumann - 1888 - Johan Svendsen - 1889 - Edvard Grieg - Pyotr Ilyich Tchaikovsky - Charles-Marie Widor - 1891 - František Ondříček - Eugène Ysaÿe - 1893 - Ignacy Jan Paderewski - 1894 - Max Bruch - 1897 - Emil von Sauer - Alexander Glazunov - 1899 - Moriz Rosenthal - 1902 - Sergei Rachmaninoff - Jules Massenet - 1906 - Raoul Pugno - Hans Richter - Richard Strauss - 1908 - Jan Kubelík - 1912 - Vasily Safonov - 1913 - Willem Mengelberg - Arthur Nikisch - 1921 - Alfred Cortot - Maurice Ravel - Igor Stravinsky - Arturo Toscanini - 1922 - Harold Bauer - 1927 - Leopold Stokowski - 1929 - Jean Sibelius - 1930 - Pablo Casals | - 1948 - Keith Douglas - John Mewburn Levien - 1951 - Frederic Austin - Ernest Irving - 1953 - Marion Scott - Albert Schweitzer - 1959 - Arthur Rubinstein - 1956 - Paul Hindemith - Gregor Piatigorsky - 1959 - Benno Moiseiwitsch - 1960 - George Baker - 1970 - Aaron Copland - 1971 - William Glock - 1984 - Eric Fenby - 1985 - Lennox Berkeley - Dietrich Fischer-Dieskau - Yehudi Menuhin - Gerald Moore - Solomon - 1986 - Lorin Maazel - 1987 - Dame Janet Baker - Peter Maxwell Davies - Léon Goossens - 1988 - Claudio Arrau - Julian Bream - Bernard Haitink - 1989 - John Denison - Vernon Handley - 1990 - Sir Charles Groves - Rafael Kubelík - 1991 - Thomas Armstrong - Harrison Birtwistle - Pierre Boulez - Elliott Carter - Joan Cross - György Ligeti - Paul Sacher - Katharine, Duchess of Kent - 1994 - Felix Aprahamian - Sir Charles Mackerras - 1996 - Howard Ferguson - 1997 - John Gardner - 1998 - George Lascelles, 7º Conte di Harewood - Sir George Christie - 1999 - Sir David Willcocks - Richard Steinitz - Philip Jones - Anthony Payne - 2001 - Evelyn Barbirolli - 2002 - Oliver Knussen - 2004 - Richard McNicol - 2006 - Michael Kennedy - 2007 - David Lloyd-Jones - 2008 - José Antonio Abreu - 2009 - Brian McMaster - 2010 - Graham Johnson - Fanny Waterman - 2011 - George Benjamin - Tony Fell - Mark Elder - 2012 - John Stephens - 2013 - Ricardo Castro (Bahia, Brazil) - Armand Diangienda (Kinshasa, DRC) - Aaron Dworkin (USA) - Rosemary Nalden (Soweto, SA) - Ahmad Sarmast (Kabul, Afghanistan) - 2014 - Martin Campbell-White (manager di artisti) - Marin Alsop (direttore) |